# 下山田晴彦
下山田 晴彦（しもやまだ はるひこ、1953年 - ）は、日本の版画家。作風は、道化と月をテーマにしたリトグラフ。

## 履歴
- 1953年 福島県いわき市に生まれる。
- 1970年 画家を志し油画を始める。以後独学。
- 1975〜1978年 「EXHIBITION 主張するわたしたちの展覧会」草野美術ホール、いわき市文化センター （いわき市）
- 1983年 東京から制作の場所をいわき市に移す。
- 1992年 「4人によるリプレイ展」 武蔵野画廊 （いわき市）
- 1994年 銅版画を始める	。
- 1995年 いわき美術協会展にて佳作賞・すまい賞 「下山田晴彦・渡辺八市展」 すまいギャラリー （いわき市）
- 1997〜2004年 「現代版画の状況展」 三島町交流センター山びこ
- 1998年 リトグラフを始める「松田松雄へのメッセージ展」 ギャラリー界隈 （いわき市）
- 1999年・2000年・2002年 「それぞれの小宇宙」 創芸工房 （いわき市）
- 2000年 「日本横断版画家展」 ギャラリー観 （郡山市）
- 2001年 「輪音展 2001年 版画」 閑花邨舎 （三春町）	「夢のある版画展」 画廊みゅーず （会津若松市） 以降毎年出品
- 2002年 「APS交流展・Contemporary Japanese Printmaking展」 Pendulumギャラリー （バンクーバー市）日本版画会展にて奨励賞受賞
- 2003年 「アートスペースてん選抜展」 アートスペースてん （さいたま市）
- 2004年 11月 土壁ギャラリー・昨明 版画・絵画下山田晴彦展.ギャラリー觀[1]。4月 ギャラリーマスガ下山田 晴彦展 詩文・粥塚伯正[2]「版で発信する作家たち 2004 福島」 ギャラリーLABOTTOにて版画家の岩谷徹と出会う。CCGA現代グラフィックアートセンター（須賀川市）
- 2005年 「第1回日本版画会福島支部展」ビッグアイ市民ふれあいプラザ (郡山市）「Drawing drawing Part II」ギャラリー昨明 （いわき市）・アートスペースエリコーナ（いわき市）・[3]
- 2006年 個展NEW ART SCENE IN IWAKi (いわき市立美術館)[4]
- 2007年 第12回 2006公募 「ふるさとの風景展」喜多方市美術館 入選124下山田 晴彦 油断した月 いわき市  版画専門画廊 養清堂画廊（銀座）の取扱い作家となる。	[5]
- 2008年 プリントデモンストレーション（版画実演会） 諸橋近代美術館
- 2009年 いわき市立美術館企画 「いわきぐるっとコレクション」 展示会場・いわき明星大学・いわき総合図書館
- 2010年 第64回 福島県総合美術展覧会にて  福島県美術奨励賞 9月 スペース369  horuhiko shimoyamada 下山田晴彦[6]